# John Joe Patrick Finn
John Joe Patrick Finn Benoa (Madrid, España, 24 de septiembre de 2003) es un futbolista irlandés que juega de centrocampista en el Stade de Reims de la Ligue 2.

## Trayectoria
John Patrick debutó como profesional el 5 de diciembre de 2020, con el Getafe C. F., en un partido de la Primera División frente al Levante U. D. que terminó con derrota por 3-0 para el conjunto azulón. En este partido, se convirtió en el debutante más joven de la historia del Getafe, al saltar al campo a la edad de 17 años y 42 días. Llegó a jugar quince encuentros con el primer equipo antes de marcharse en enero de 2025 al Stade de Reims.

## Selección nacional
El 10 de junio de 2025 debutó con la selección de Irlanda en un amistoso sin goles frente a Luxemburgo.

## Clubes
| Club             | País    | Año       |
| ---------------- | ------- | --------- |
| Getafe C. F. "B" | España  | 2022-2025 |
| Stade de Reims   | Francia | 2025-act. |